# Ma Zhenzhao
Dans ce nom chinois, le nom de famille, Ma, précède le nom personnel.
Ma Zhenzhao (en chinois : 马振昭 ; pinyin : Mǎ Zhènzhāo), née le 5 novembre 1997 à Binzhou, est une judokate chinoise évoluant dans la catégorie des poids mi-lourds (-78kg), médaillée de bronze aux jeux olympiques d'été 2024.

## Carrière
En 2017, elle termine deuxième derrière la Japonaise Shori Hamada aux Championnats d'Asie. Un an plus tard, aux Jeux asiatiques de Jakarta, Ma perd en demi-finale contre la Japonaise Ruika Sato, mais remporte ensuite son combat pour la médaille de bronze. Aux Championnats du monde 2018 à Bakou, elle bat la Française Madeleine Malonga en quarts de finale, mais pers ensuite ses deux derniers combat contre la Néerlandaise Guusje Steenhuis en demi-finale puis contre la Russe Aleksandra Babintseva.
Aux Championnats du monde à Tokyo, la Chinoise s'incline en quarts de finale face à la Slovène Klara Apotekar puis sort du tournoi dès le prochain match de repêchage contre Patrícia Sampaio. Qualifiée pour les Jeux Olympiques de Tokyo en juillet 2021, Ma Zehnzhao perd son premier combat contre l'Autrichienne Bernadette Graf.
Aux Championnats d'Asie 2022, Ma Zhenzhao y remporte une médaille de bronze après avoir perdu contre la Sud-Coréenne Lee Jeong-yun en demi-finale. Aux Championnats du monde à Tachkent, elle atteint la finale et remporte la médaille d'argent derrière la Brésilienne Mayra Aguiar. Deux semaines plus tard, Ma remporte le tournoi du Grand Chelem à Abu Dhabi contre la Britannique Natalie Powell. En mai 2023, aux Championnats du monde à Doha, Ma sort en quarts de finale contre la judokate israélienne Inbar Lanir ; si elle parvient à battre cette fois-ci la Sud-Coréenne Lee, elle rate la médaille de bronze avec  une défaite contre Steenhuis. Les Jeux asiatiques de Hangzhou ont été reportés en septembre 2022 et Ma a remporté la finale contre la Japonaise Rika Takayama.
En mai 2024, Ma remporte le tournoi du Grand Chelem à Astana mais doit faire face à une déconvenue deux semaines plus tard puisqu'elle est éliminée dès son combat d'ouverture aux Championnats du monde à Abu Dhabi. Elle remporte la médaille de bronze aux Jeux olympiques de 2024, sorti en quarts de finale par Sampaio mais remportant par la suite ses deux matchs de repêchage.

## Palmarès
| Année | Compétition     | Lieu  | Résultat | Catégorie      |
| ----- | --------------- | ----- | -------- | -------------- |
| 2024  | Jeux olympiques | Paris | 3e       | Moins de 78 kg |

### Tournois Grand chelem
| Année | Compétition  | Lieu      | Résultat | Catégorie      |
| ----- | ------------ | --------- | -------- | -------------- |
| 2018  | Grand Chelem | Abou Dabi | 3e       | Moins de 78 kg |
| 2021  | Grand Chelem | Tbilisi   | 3e       | Moins de 78 kg |
| 2022  | Grand Chelem | Abou Dabi | 1re      | Moins de 78 kg |
| 2023  | Grand Chelem | Tachkent  | 3e       | Moins de 78 kg |
| 2024  | Grand Chelem | Antalya   | 3e       | Moins de 78 kg |
| 2024  | Grand Chelem | Astana    | 1re      | Moins de 78 kg |